# Arpad (Syrie)
Pour les articles homonymes, voir Arpad.
Arpad est le nom d'une ville antique de Syrie au nord-ouest d'Alep appelée actuellement Tall Rifaat.

## Histoire
Capitale d'un royaume araméen au Xe siècle av. J.-C., conquise par Adad-Nirari III d’Assyrie en 805 av. J.-C., elle s'allie avec le roi d'Urartu Sarduri II. À nouveau menacée par les Assyriens de Assur-Nerari V (754-745 av. J.-C.), elle signe un traité d'alliance avec eux. Vaincue définitivement en 741 après trois ans de lutte, elle devient le chef-lieu d’une province assyrienne.